# Kung Erik
Kung Erik är en pjäs baserad på William Shakespeares Henry IV.
Pjäsen hade premiär på Värmlandsteaterns scen Scalateatern hösten 2007 i Karlstad. Översättningen gjordes av Dan Enwall, och Karl Runqvist regisserade den tillsammans med Figge Norling. Rollen som Kung Erik spelades av Emil Forselius.

## Handling
Handlingen är flyttad från 1400-talets England till 1200-talets Sverige. Erik Knutsson av Erikska ätten avgår som segrare efter slaget vid Lena (1208) där han har slagits mot Sverker den yngre av Sverkerska ätten. Efter slaget flyr Sverker till den danske kungen Valdemar Sejr. Tillsammans med ärkebiskop Valerius börjar de tre smida planer på hur de ska ta tillbaka kronan från den Erikska ätten.
I handlingen får man möta en hel del olika personer runtom i Svearike. Bland annat får man träffa Sune Folkesson av Bjälboätten som i en Romeo och Julia-liknande berättelse förälskar sig i Helena Sverkersdotter av Sverkerska ätten. Man får även möte bönderna Falling, Bark och Utter och se deras liv före, under och efter slaget vid Gestilren.
Historien sträcker sig över två år och slutar med slaget vid Gestilren (1210) där Erik Knutsson tar sin hämnd på Sverker den yngre och säkrar den svenska kronan.

## Urpremiär på Värmlandsteatern
Föreställningen hade urpremiär på Scalateatern i Karlstad. Värmlandsteatern producerade föreställningen som fick goda recensioner.

## Rollista
- Emil Forselius som Erik Knutsson
- Mattias Waland som Sverker Karlsson
- Anders Hedin som kung Valdemar Sejr
- Fredrik Sjöstedt som Falling